# Icomb
Icomb é uma paróquia e aldeia do distrito de Cotswold, no condado de Gloucestershire, na Inglaterra. De acordo com o Censo de 2011, tinha 202 habitantes. Tem uma área de 9,89 km².